# Aquae Flaviae
Aquae Flaviae, dans l'actuel Portugal, est un important centre urbain de la province romaine de Galice, centre administratif d'un vaste territoire qui s'étendait du Douro au cours supérieur du Tamega et dominé l'exploration des gisements importants d'or.

## Historique
La ville aurait été fondée à partir d'une mansio au XVIIe siècle et développée autour d'une importante station thermale et un centre religieux dédié aux Nymphes[réf. nécessaire].
Des traces de la station thermale ont été trouvés à Chaves, ce qui démontre par sa monumentalité, l'importance de ce centre religieux et thérapeutique, qui a persisté jusqu'à la fin du IVe siècle[réf. nécessaire].
Le pont de Trajan, sur la rivière Tâmega, est un monument romain. Il a été construit à la fin du Ier siècle et au début du IIe siècle[réf. nécessaire]. 
Le forum de la ville serait déployé dans la zone correspondant aujourd'hui à la place de Camões dont l'actuelle rue située à droite pourrait correspondre, sur l'autre côté, au decumanus[réf. nécessaire].